# Ecista
L'ecista (dal greco οἰκιστής) nella Grecia antica era un capo spedizione scelto da un gruppo di cittadini per guidarli nella colonizzazione di una terra e nei primi tempi della nuova colonia; era responsabile della trasmissione delle tradizioni civili e religiose della madrepatria. A volte questa figura è mitica: un eroe o anche un dio; altre volte invece è una figura storicamente documentabile; in entrambi i casi era possibile che diventasse oggetto di culto e che gli venisse dedicato un heroon.
La fondazione di una colonia aveva carattere sacro; prima della partenza, gli ecisti erano soliti consultare un oracolo, spesso quello di Apollo a Delfi, oppure quello di Dodona, per scrutare la sorte del viaggio da intraprendere e sapere quale fosse il luogo di destinazione assegnato dalla divinità.
Dopo la consultazione dell'oracolo, era il momento dell'organizzazione del viaggio: navi, armi, provviste di cibo, arnesi da lavoro. Sulle navi venivano portati anche i simboli delle divinità della madrepatria. Tra i fondatori dovevano essere presenti anche gli agrimensori, per ripartire equamente le nuove terre.
Prima della partenza, quando tutto era stato predisposto, i futuri coloni si recavano sull’acropoli per i riti sacrificali, e il sacerdote della spedizione si recava al pritaneo, ossia il centro spirituale della città, dove si trovava l'altare di Estia, e lì attingeva il fuoco sacro dal focolare della dea. Il fuoco veniva conservato con tutte le cure durante il viaggio e veniva poi depositato entro il pritaneo della nuova città.
Arrivati sul luogo da colonizzare, l'ecista e i suoi compagni fondavano la nuova polis, compiendo l'azione che in greco antico era chiamata ktisis (κτίσις), ossia "fondazione", delimitando con un solco lo spazio della città, di un'estensione superiore ai bisogni immediati, ma in vista dell'espansione della colonia. L'ecista divideva poi le terre tra i coloni e separava lo spazio urbano in privato, pubblico (l'agorà) e sacro: (l'acropoli e i templi). Al riguardo si può vedere la figura di Nausitoo nell'Odissea. Aveva anche il dovere di mantenere le usanze della madre patria (o "metropoli"). Dopo la morte, a volte veniva venerato come un eroe.
Appare certo che le spedizioni dalla Grecia in Occidente e Oriente fossero organizzate con a capo un ecista, ma di costui rimane spesso null'altro che il nome: si tratta, quindi, di figure dalla storicità rarefatta e il culto eroico ad essi tributato contribuì alla mitizzazione di queste figure.
Tra gli ecisti più famosi si ricordano:
- Archia, di Siracusa;
- Antifemo ed Entimo, di Gela
- Antimnesto, di Rhegion;
- Tucle, di Nasso;
- Evarco, di Katane;
- Falanto, di Taras;
- Lamis, di Megara Hyblaea;
- Pammilo, di Selinunte;
- Diomede, mitico ecista di numerose città italiane: Adria[4], Ankón (Ancona)[5], Argirippa[6], Benevento[7], Brindisi[6], Elpie[6], Canosa[6], Siponto[6], Venafro[7], Vasto[8], Venosa[7];
- Aristeo, di Caralis.